# 김세택
김세택(金世擇, 아명(兒名)은 金世澤, 1938년 8월 16일 ~ )은 대한민국 전직 외교관이었다.

## 경력

### 대표 경력
- 前 일본 오사카 주재 대한민국 총영사

### 주요 이력
- 이집트 주재 대한민국 총영사
- 싱가포르 주재 대한민국 대사
- 덴마크 주재 대한민국 대사
- 일본 오사카 주재 대한민국 총영사
- 대한민국 외교통상부 외교안보연구원 외교안보대표위원회 연구위원